# Max Velthuijs
Max Velthuijs, né à La Haye le 22 mai 1923 et mort à La Haye le 25 janvier 2005, est un auteur et illustrateur néerlandais de livres pour enfants. Il est lauréat en 2004 du prestigieux prix international, le  Prix Hans Christian Andersen, dans la catégorie Illustration.

## Biographie
Max Velthuis, après une carrière commencée dans la publicité, illustre ses premiers livres pour enfants à partir de 1962. Il connaît une renommée internationale avec les histoires de Petit-Bond, une grenouille qui se pose des questions sur la vie. Petit-Bond est amoureux, le premier livre de cette série publié pour la première fois en 1989, a été traduit dans plus de 50 langues.

## Œuvres
- Petit-Bond est amoureux, L'École des loisirs, Lutin poche, 1989
- Le Chef-d'œuvre de crocodile, L'École des Loisirs, Pastel, 1991
- La Découverte de Petit-Bond, Pastel, 1991
- Petit-Bond en hiver, Lutin poche, 1992
- Petit-Bond et l'étranger, Lutin poche, 1993
- Petit-Bond est un héros, Pastel, 1996
- Petit-Bond veut voler, Pastel, 1997
- Petit-Bond et le vaste monde, Pastel, 1999
- UnJour spécial pour Petit-Bond, Pastel, 2000
- Petit-Bond et Blanche la Cane, Pastel, 2000
- Petit-Bond et Cochonnet, Pastel, 2000
- Petit-Bond trouve un ami, Pastel, 2002
- Petit-Bond cherche un trésor, Pastel, 2003
- Petit-Bond est triste, Pastel, 2004

## Distinctions
- 1971 :  Plaque d'Or de Bratislava à la  Biennale d'illustration de Bratislava (BIB)[1] pour ses illustrations de l'album jeunesse Der Junge und der Fisch
- 1977 : Gouden Penseel (nl)
- 1986 : Gouden Penseel (nl)
- 1992 : Gouden Griffel[2]
- 2004 : Prix Hans Christian Andersen d’illustration.